# Dolomedes eberhardarum
Dolomedes eberhardarum là một loài nhện trong họ Pisauridae.
Loài này thuộc chi Dolomedes. Dolomedes eberhardarum được Embrik Strand miêu tả năm 1913.